# Janvier 1839

## Événements

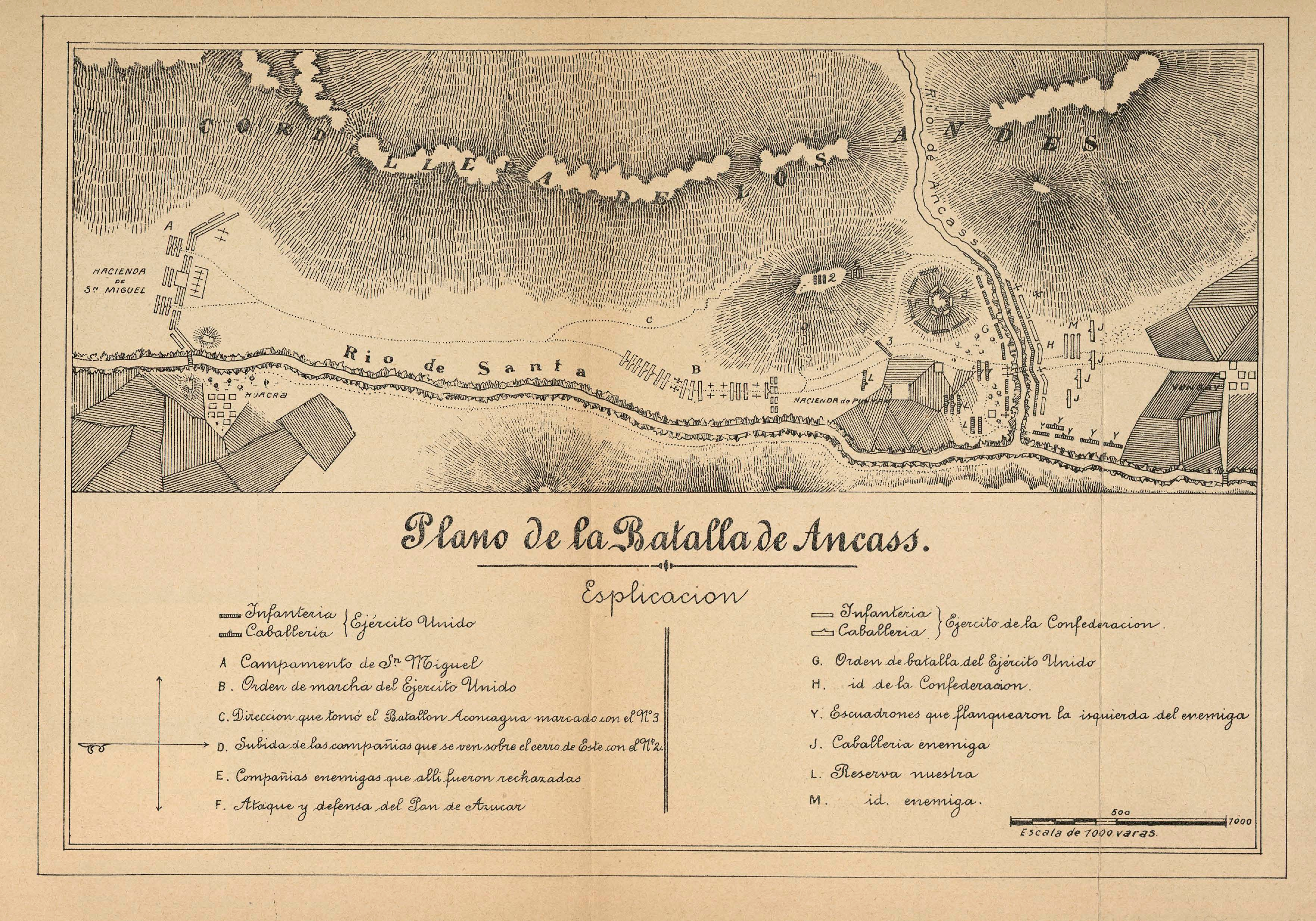
20 janvier : bataille de Yungay

- 4 janvier, France : le projet d'adresse au roi est communiqué à la Chambre.

- 6 janvier : mort de la princesse Marie d’Orléans, duchesse de Würtemberg.

- 7 janvier, France : à la Chambre, discussion de l'adresse. Le gouvernement la fera repousser par 221 voix contre 208.

- 9 janvier : date officielle de l'invention de la photographie, avec la présentation publique des premiers daguerréotypes à l'Académie des sciences.

- 10 janvier, France : Alphonse de Lamartine répond à l'adresse au roi: « La France est une nation qui s'ennuie. Vous avez laissé le pays manquer d'action. »

- 12 janvier : victoire du Chili sur la Bolivie et le Pérou au combat naval de Casma

- 19 janvier : les Britanniques s'emparent de la ville d'Aden au Yémen.

- 20 janvier : victoire du Chili sur la Bolivie et le Pérou à la bataille de Yungay. Le Chili devient une puissance régionale.

- 31 janvier, France : ordonnance de dissolution de la Chambre.

## Naissances
- 4 janvier : Carl Humann (mort en 1896), architecte et archéologue allemand.
- 9 janvier : Gotlieb Ryf (mort en 1906), agronome suisse.
- 17 janvier : 
  - Wilhelm von Diez (mort le 25 février 1907), peintre allemand
  - Albert Bernhard Frank (mort le 27 septembre 1900), biologiste allemand
  - Fernand Ogier de Baulny (mort le 7 octobre 1870), entomologiste français
- 19 janvier : Paul Cézanne, peintre français, à Aix-en-Provence († 22 octobre 1906).
- 20 janvier : William More Gabb (mort en 1878), paléontologue américain.
- 24 janvier : Marie-Adolphe Carnot (mort en 1920), chimiste, géologue, homme politique et homme d'affaires français.

## Décès
- 17 janvier : Federico Moretti (né le 22 janvier 1769), militaire, compositeur et musicien
- 23 janvier : Jean-François Allard, Général (né le 8 mars 1785).